# اکتاو میربو
اکتاو میربو (به انگلیسی: Octave Mirbeau)‏ (۱۶ فوریه ۱۸۴۸ - ۱۶ فوریه ۱۹۱۷) از روزنامه‌نگاران، منتقدان هنری، رمان‌نویسان و نمایشنامه‌نویسان فرانسوی بود.
او به‌خاطر پیشرو بودن ادبیات و هنر در اروپا مشهور شد.

## زندگی و آثار
اکتاو میربو در شهر ترویر، کالوادوس فرانسه به دنیا آمد و در پاریس درگذشت.
وی که در زمینه روزنامه‌نگاری و نویسندگی فعالیت داشت، توانسته بود توجه هنرمندان و نویسندگان زمان خود را به خود جلب کند. همچنین وی در زمینه‌های نقد هنر و تئاتر فعالیت‌های چشمگیری داشته‌است.
او با مجله‌های «لا فرانس»، «گولوآ»، «ژیل بلاً» و « فیگارو به مدت شش سال همکاری می‌کرد و از این طریق درآمد بسیار خوبی بدست آورد. تقریباً به ازای هر مقاله ۳۵۰ فرانک دریافت می‌کرد.
هم‌زمان با روزنامه‌نگاری، وی در نویسندگی نیز توانایی‌های بسیاری از خود نشان داد. نمونه‌هایی از رمانهای وی شامل:»لِ کارلو«، اَبِ ژولز» و «سباستین روش» می‌باشند.
میربو درآمد خوبی از رمان‌هایش به نام: «باغ شکنجه» (۱۸۹۹) و «دفتر خاطرات زن خدمتکار»(۱۹۰۰) به دست آورد. در سال ۱۹۰۱، پس از اینکه میربو ثروتی نسبی بدست آورد، به شهر پاریس رفت و در آنجا سکونت گزید. بعد از گذشت چند سال، خانه‌های دیگری در چندین جای فرانسه خریداری کرد. وی در این خانه‌ها از دوستانش من‌جمله پل هرویو، کلود مونه و اگوست رودَن پذیرایی می‌کرد. همچنین وی که علاقه بسیاری به هنر داشت، تعداد زیادی آثار هنری را خریداری کرده و در خانه‌هایش به نمایش گذاشته بود. با این کار به شناساندن هنرمندان عصر خود به اجتماع فرانسه کمک بسیاری نمود.
در زمینه تئاتر نیز وی ذوق فراوان داشت. یکی از موفق‌ترین نمایشنامه‌های وی «امور، امور هستند» می‌باشد.
اغلب آثار وی به چندین زبان ترجمه شده‌اند. این آثار به خصوص در کشور روسیه و در اروپا شهرت زیادی به دست آورده‌اند.
لؤ تولستوی در آن زمان از او به عنوان «یکی از بزرگ‌ترین نویسندگان معاصر فرانسه» و «کسی که نمونه بارز نبوغ فرانسوی است» یاد کرده‌است.
مدتی اکتاو از اسم مستعار برای نوشتن آثارش استفاده کرد اما در سال ۱۸۸۶، در رمانش به نام «کالور» برای اولین بار اسم واقعی خود را به کار برد. در این رمان وی از عشق مخرب اش برای زنی به نام جودیث (که در این رمان به جولیت تغییر یافته بود) به عنوان زمینه اصلی داستان استفاده کرده بود. در سال ۱۸۸۸، «اَبِ ژولز» به چاپ رسید. این اولین رمان به سبک داستایوفسکی و ماقبل فروید در ادبیات فرانسه بود. دو شخصیت اصلی این داستان، اَبِ ژولز و پدر پاسفیل هستند. این اثر بسیار مورد پسند تولستوی قرار گرفت.
در کتاب «در آسمان» میربو از یک درگیری جدی و درونی در مورد وجودیت انسان رنج می‌برد. این داستان اندوهناک دربارهٔ شکنجه‌هایی است که انسان بر روی زمین خاکی متحمل می‌شود و مهم‌تر از آن فاجعه زندگی یک هنرمند در این فضا را بیانگر می‌شود. در همین دوره بود که اکتاو با هنرمندانی همچون مونه رفت‌وآمد داشت و آثاری مانند «گل آفتابگردان» و «زنبق‌ها» ی ون گوگ را خریداری کرده بود.

## میربو و فعالیت‌های سیاسی
مسایل بسیاری در زمان زندگی میربو به وقوع پیوست که او را شدیداً تحت تأثیر قرار داد. تنها جنگ جهانی اول و کشته شدن بی دلیل میلیون‌ها انسان نبود که افسردگی او را مضاعف کرد، بلکه اتفاقاتی که در کشور خودش، یعنی فرانسه روی می‌داد نیز او را بسیار ناراحت می‌کرد. به عنوان مثال ماجرای «دریفوس» ذهن او را به خود مشغول ساخته بود. در این ماجرا که رسوایی بزرگی برای فرانسه به حساب می‌آمد، افسر یهودی بیگناه، محکوم و تبعید شده بود. میربو در ردیف اول مخالفان ایستاده بود. او که برای کشف حقیقت و عدالت می‌جنگید، متن اعتراض نامه روشنفکران را در ۱۶ ژانویه ۱۸۹۸ تهیه نمود. به علاوه از ماه اوت ۱۸۹۸ تا ژوئن ۱۸۹۹ با مجله «اورور» همکاری کرد و در بسیاری از گردهمایی‌های مربوط به این ماجرا در پاریس و دیگر شهرها شرکت نمود. حتی گاهی او با فعالیتش در این زمینه زندگی خود را نیز به خطر می‌انداخت.
در ۸ اوت ۱۸۹۸ او از درآمد شخصی اش مبلغ ۷۵۲۵ فرانک جریمه نقدی امیل زولا، نویسنده مشهور فرانسوی را پرداخت کرد. این جریمه برای نوشتن متن «من متهم می‌دانم» تصویب شده بود.
در نهایت می‌توان گفت که میربو از وظیفه نویسندگی خود نسبت به اجتماع بسیار آگاه بود و هیچ گاه از حمایت قشر هنرمند و روشنفکر در جامعه سرباز نزد. وی در امور سیاسی شهرش شرکت می‌کرد اما تن به همکاری با احزاب نمی‌داد. او افرادی مانند آلفرد جری، موریس مترلینک، ژول رونارد و بسیاری دیگر از نویسندگان جوان را یاری می‌کرد.
میربو به دلیل اصراری که ادموند گونکور در وصیت‌نامه اش کرده بود، عضو آکادمی گنکور شناخته شد و بدین ترتیب از سال ۱۹۰۳ صدای خود را به گوش همگان رساند.
سال‌های آخر زندگی میربو سال‌های بسیار سختی بودند. از سال ۱۹۰۸ وی به‌طور مداوم مریض بود و برای همیشه از نویسندگی محروم شد. این دوست او لئو ورث بود که کتاب «دینگو» آخرین رمانش را به پایان رساند.

## نمونه گفتار
- «هر جا فردی بسیار ثروتمند باشد، در اطراف او بی تردید افرادی گرسنه هستند.»
- «آیا حقیقتاً جایی که انسان است، عدالت هم وجود دارد؟»
- «گوسفندان راهی کشتارگاه می‌شوند. همگی خاموش اندو اعتراض نمی‌کنند اما لااقل برای قصابی که به دست او کشته می‌شوند و ثروتمندی که گوشت آنان را می‌جود رای نداده‌اند. حیوان تر از حیوان، گوسفند تر از گوسفند، رای دهنده قصابش را انتخاب می‌کند. او انقلاب‌ها کرده‌است تا این حق را بدست آورد.»

## آثار
- لِ کارلو
- سباستین روش
- باغ شکنجه
- دفتر خاطرات زن خدمتکار
- کالور
- اَبِ ژولز
- در آسمان
- Le Calvaire 1886
- L'Abbé Jules 1888.
- Sébastien Roch 1890.
- Le Jardin des supplices 1899
- Le Journal d'une femme de chambre 1900.
- Les affaires sont les affaires 1903.
- Farces et moralités 1904.
- La 628-E8 1907.
- Le Foyer 1908.
- Dingo 1913.
- Contes cruels 1990.
- Combats esthétiques 1993.
- Combats littéraires 2006.
- Correspondance générale 2003-2006-2009.